# Полиприоны
Полиприоны (лат. Polyprion)— род морских лучепёрых рыб семейства полиприоновых (Polyprionidae). Морские придонные рыбы. Широко распространены в умеренных и тропических водах всех океанов. Максимальная длина тела 210 см.

## Классификация
В состав рода включают 2 вида:
| Изображение | Название                                                                                          | Ареал                                                                                   | Глубина обитания, м | Максимальная длина тела, см | FishBase |
| ----------- | ------------------------------------------------------------------------------------------------- | --------------------------------------------------------------------------------------- | ------------------- | --------------------------- | -------- |
|             | Polyprion americanus (Bloch & Schneider, 1801) — Американский полиприон, или бурый каменный окунь | Атлантический океан, западная часть Индийского океана, юго-западная часть Тихого океана | 40—600              | 210                         | [ 3 ]    |
|             | Polyprion oxygeneios (Schneider & Forster, 1801) — Полиприон-апуку                                | Тропические и тёплые умеренные воды всех океанов Южного полушария                       | 50—854              | 160                         | [ 4 ]    |